# Klepelklokje
Het klepelklokje (Sarsia tubulosa) is een hydroïdpoliep uit de familie Corynidae. De poliep komt uit het geslacht Sarsia. Sarsia tubulosa werd in 1835 voor het eerst wetenschappelijk beschreven door Michael Sars.

## Beschrijving
Het klepelklokje is de medusevorm van mariene hydroïdpoliep met een grootte van 3 tot 4 cm. Het heeft een klokvormige transparante, bijna glasachtige hoed met een doorsnede circa 1 cm. Over de hoed loopt een licht kruis eindigend in "knoopjes" met daaraan vier zeer lange tentakels. In het midden van de klok hangt de mond (maagsteel) welke "de klepel" vormt. Deze kwallen zijn actieve zwemmers in ondiep water.

## Verspreiding
Het klepelklokje komt voor langs alle kusten van de noordelijke Atlantische en Grote Oceaan, inclusief de aangrenzende zeeën. Zuidelijk komt hij tot het Kanaal. In Nederland komt deze soort voor in Zeeland en in de Waddenzee. Het kwalstadium is vooral in het voorjaar te zien.